# Reid (Maryland)
Reid – jednostka osadnicza w Stanach Zjednoczonych, w stanie Maryland, w hrabstwie Washington.